# Raionul Landau, județul Berezovca
Raionul Landau a fost unul din cele patru raioane ale județului Berezovca din Guvernământul Transnistriei între 1941 și 1945.